# Asterochloris magnus
Espèce
Asterochloris magnus est une espèce d'algues vertes de la famille des Trebouxiaceae.

## Description
Cette espèce est terrestre.

## Taxonomie
Le nom correct complet (avec auteur) de ce taxon est Asterochloris magnus (P.A.Archibald) T.Friedl ex A.Beck, 2002.
Cette espèce a pour synonymes : 
- Asterochloris magna (Archibald) Skaloud et Peksa, 2011
- Trebouxia magna (basionyme) Archibald, 1975
- Trebouxia lambii nomen nudum (synonyme, nom invalide) Ahmadjian, 1959 (nommée d'après Ivan Mackenzie Lamb)